# 中華民國—東加關係
中華民國與東加王國於1972—1998年有官方外交關係，斷交後，目前沒有在對方首都互設具大使館功能的代表機構。對東加的相關事務由駐斐濟臺北商務辦事處兼轄。

## 政治

### 外交

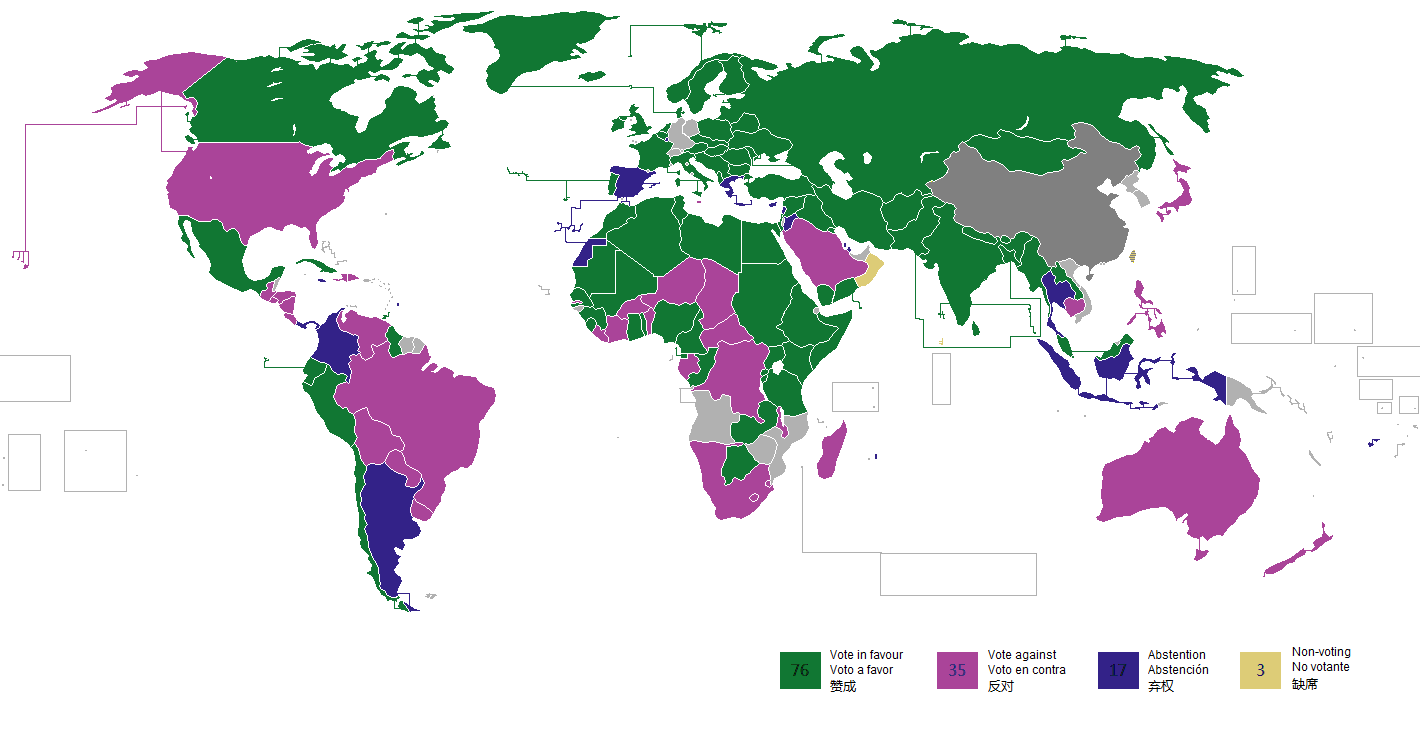
灰色國家表示非聯合國會員國，東加當時雖已獨立但未加入，因此不能對中華民國續留聯合國一案參與投票，即《聯合國大會2758號決議》。

1972年1月，中華民國駐澳大利亞大使沈錡訪問東加。4月10日，兩國建立大使級外交關係，是中華民國於上年退出聯合國後，第一個建交的國家。
1975年6月，於首都努瓜婁發設立中華民國駐東加王國大使館，並派駐大使。1978年兼駐吐瓦魯、1993年兼駐諾魯。東加則未設立大使館、派駐大使。
1987年8月2日，東加副總理杜伊達抵台訪問。
1991年2月，東加政府任命大同公司總經理林蔚山為駐台北名譽總領事。
1991年3月7日，東加王儲兼外交暨國防大臣杜包親王抵台訪問。
1992年10月，東加國防司令杜包中校抵台參加中華民國國慶活動。
1993年4月，東加首相魏亞男爵抵臺訪問。
1997年9月，東加參與在库克群岛舉辦的第5屆「台灣／中華民國－南太平洋論壇國家對話會議」。10月，東加大公主碧露麗富抵台參與中華民國國慶活動。12月，國會議長富士度亞（Fusitu'a）抵台訪問。
1998年7月，東加國王杜包四世第9度訪問中華民國。8月，東加參與在密克罗尼西亚联邦舉辦的第6屆「台灣／中華民國－南太平洋論壇國家對話會議」。
1998年11月2日，東加與中華民國斷交。

## 經濟

### 貿易
| 年分 | 貿易總額  | 貿易總額 | 貿易總額 | 出口至東加 | 出口至東加 | 出口至東加 | 自東加進口 | 自東加進口 | 自東加進口 | 順逆差 |
| 年分 | 金額      | 年增減   | 排名     | 金額       | 年增減     | 排名       | 金額       | 年增減     | 排名       | 順逆差 |
| ---- | --------- | -------- | -------- | ---------- | ---------- | ---------- | ---------- | ---------- | ---------- | ------ |
| 2017 | 4,548,884 | ▲23.6%   | 166      | 4,548,129  | ▲23.6%     | 144        | 755        | ▲213.3%    | 230        | 順差▲  |
| 2018 | 3,199,364 | ▼29.7%   | 165      | 3,197,189  | ▼29.7%     | 155        | 2,175      | ▲188.1%    | 223        | 順差▼  |
| 2019 | 3,658,253 | ▲14.3%   | 170      | 3,630,779  | ▲13.6%     | 159        | 27,474     | ▲1,163.2%  | 204        | 順差▲  |
| 2020 | 3,332,816 | ▼8.9%    | 171      | 3,326,737  | ▼8.4%      | 158        | 6,079      | ▼77.9%     | 213        | 順差▼  |
| 2021 | 2,079,311 | ▼37.6%   | 183      | 2,075,756  | ▼37.6%     | 167        | 3,555      | ▼41.5%     | 218        | 順差▼  |
| 2022 | 2,346,668 | ▲12.9%   | 181      | 2,220,241  | ▲7.0%      | 166        | 126,427    | ▲3,456.3%  | 180        | 順差▲  |
| 2023 | 3,103,302 | ▲32.2%   | 174      | 2,921,321  | ▲31.6%     | 163        | 181,981    | ▲43.9%     | 170        | 順差▲  |
| 2024 | 2,812,847 | ▼9.4%    | 180      | 2,437,083  | ▼16.6%     | 160        | 375,764    | ▲106.5%    | 168        | 順差▼  |

2023年的兩國貿易項目如下：
出口至東加的前10大項目為：冷凍魚；塑料製餐具、廚房用具，其他家庭用製品與衛生保健或盥洗用具；有機表面活性剂、洗滌與清潔製劑；特殊物品，含出口未超過5萬新臺幣之小額報單與其他零星物品；其他鋼鐵製品；铝製結構物及其零件，鋁板、桿、型材、管與類似品；水，包括礦泉水與汽水（碳酸水），含糖或其他甜味料或香料與其他未含酒精飲料；塑膠製供輸送或包裝貨物之製品、塑膠製瓶塞、蓋子與其他栓塞體；液體泵、液體昇送器；非動力之兩輪與其他自行車等。
自東加進口的項目為：铜廢料與碎屑；水產无脊椎动物（甲殼類與類動物除外）；鋁廢料與碎屑；自行車或機動車輛用之電氣照明或信號設備、擋風板刮刷器、去霜或去霧器；特殊物品，含進口未超過5萬新臺幣之小額報單與其他零星物品；男用或男童用服飾；電路開關、保護電路或連接電路用之電氣用具、光纖、光纖束、光纤电缆或光纖傳輸纜用之連接器等。

## 協定
| 日期          | 簽署                                                                                             | 備註         |
| ------------- | ------------------------------------------------------------------------------------------------ | ------------ |
| 1980年10月9日 | 《中華民國政府與東加王國政府間漁業協定》                                                         | 以下簡稱中東 |
| 1982年7月12日 | 《中東共同遵守一九六九年國際船舶噸位丈量公約換文》                                               |              |
| 1997年6月11日 | 《中東農業技術合作協定》                                                                         | 以下簡稱臺東 |
| 2019年8月20日 | 《臺東關於涉及洗錢、相關前置犯罪、資助恐怖主义及大規模毀滅性武器擴散金融情資交換合作瞭解備忘錄》 | [ 註 3 ]     |

## 簽證

持中華民國護照的中華民國國民簽證要求分布圖：入境東加需要簽證。

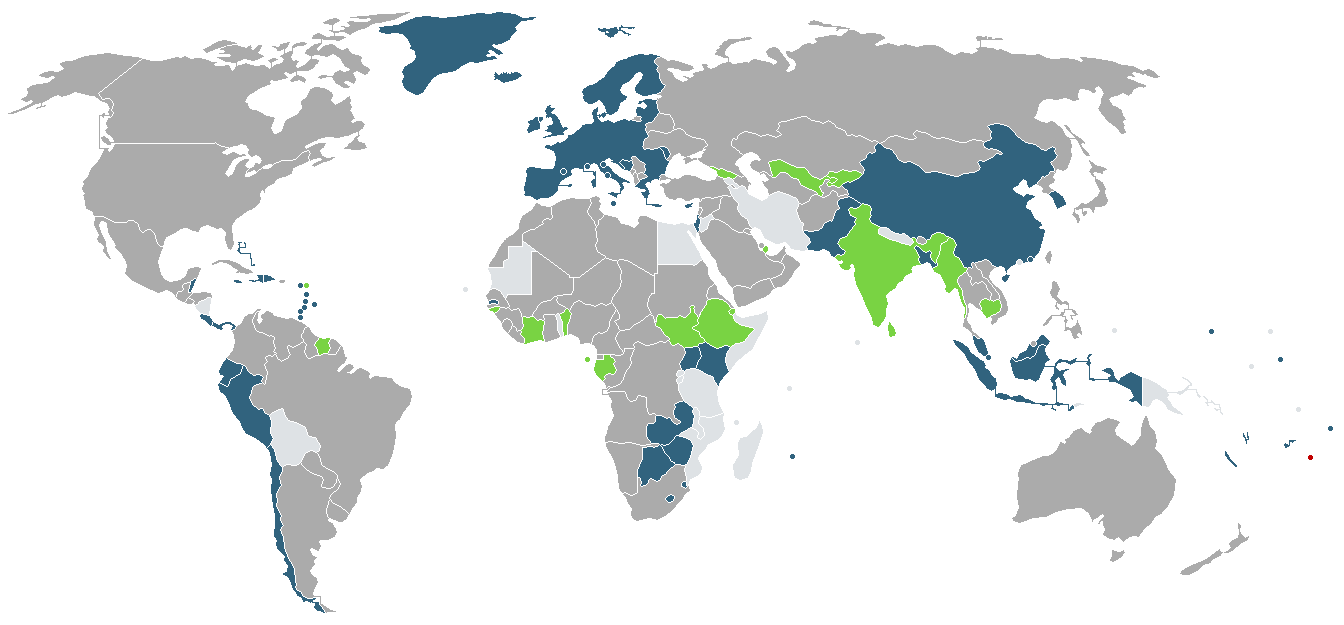
持東加護照的東加人口簽證要求分布圖：入境中華民國需要簽證。

兩國國民皆須申請簽證方可入境對方國家。持有中華民國護照與東加入境許可證的中華民國國民在首都的努瓜婁發國際機場入境時，可獲得停留最多1個月的觀光簽證。
持有東加護照的東加國民抵台參加由中央政府機關主辦、協辦或贊助之國際會議、運動賽事、商展或其他活動，可以電子簽證入境中華民國，停留最多30天並不得延期。

## 交通

### 航空

#### 客運
兩國無直航班機，可經由（不計航點遠近，截至2023年7月19日）：
- 臺北→雪梨、奧克蘭，再轉機前往東加的富阿阿莫圖國際機場。

## 外部連結
- 中華民國外交部－東加王國簡介 （页面存档备份，存于）
- 駐斐濟臺北商務辦事處
- 外交部領事事務局－國外旅遊警示分級表
- 中華民國衛生福利部－國際旅遊疫情建議等級
- 中華民國國際經濟合作協會 （页面存档备份，存于）